# Roald van Hout
Roald van Hout (Waddinxveen, Países Bajos, 23 de abril de 1988) es un futbolista neerlandés. Juega de centrocampista y su equipo actual es el RKC Waalwijk de la Eredivisie de los Países Bajos.

## Clubes
| Club         | País         | Año   |
| ------------ | ------------ | ----- |
| RKC Waalwijk | Países Bajos | 2008- |